# Her Private Life
Her Private Life é um filme de drama produzido nos Estados Unidos e lançado em 1929. É atualmente considerado um filme perdido.